# Wally Olins
Wally Olins (Londres, 19 de dezembro de 1930 – 14 de abril de 2014) foi um profissional britânico de branding. Cofundador da Wolff Olins e da Saffron Brand Consultants, atuou como presidente de ambas. Olins aconselhou muitas das principais organizações mundiais em identidade, branding, comunicação e assuntos relacionados, incluindo 3i, Akzo Nobel, Repsol, Q8, Cofederação do Turismo de Portugal (CTP), BT, Renault, Volkswagen, Tata e Lloyd's of London. Também atuou como consultor para as empresas McKinsey e Bain. 
Foi pioneiro no conceito de nação como marca e trabalhou em projetos de branding para várias cidades e países, incluindo Londres, Maurício, Irlanda do Norte, Polônia, Portugal e Lituânia.

## Livros
Olins foi um autor de sucesso. Mais de 250.000 cópias de seus livros foram vendidas em 18 idiomas, incluindo as obras seminais Identidade Corporativa, Sobre a Marca e O Manual da Marca. Seu último livro, Brand New – The Shape of Brands to Come, foi publicado pela Thames & Hudson em abril de 2014.
- Brand New – The Shape of Brands to Come (2014)
- Wally Olins – The Brand Handbook (2008)
- Wally Olins – On Brand (2003)
- Trading Identities (1999)
- The New Guide to Identity (1995)
- Corporate Identity (1989)
- The Corporate Personality: An Inquiry into the Nature of Corporate Identity (1978)